# تعادل (موسيقى)

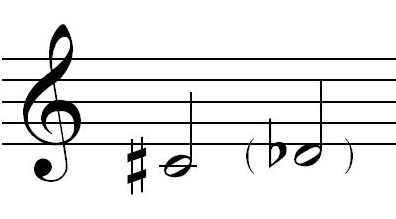

التعادل في الصولفيج هو تطابق من حيث الصوت لنغمتين إسمهما مختلفان، أي أن لهما نفس الحدة، وإسمان مختلفان، كمثال على ذلك، دو# لها نفس صوت ري بيمول. إذن هما صوتان متعادلان. ويمكن أن يكون التعادل أيضا في المسافات، ودليل المقام، وتآلفين.